# Freemansundet
Il Freemansundet è lo stretto che separa le due isole di Edgeøya e di Barentsøya, entrambe le isole fanno parte dell'arcipelago delle isole Svalbard, in Norvegia, l'arcipelago più a nord dello stato.